# Alice Goodwin
Alice Goodwin (nacida el 13 de diciembre de 1985 en Stoke-on-Trent, Inglaterra) es una modelo británica.
Alice Goodwin estudió en la Newcastle-under-Lyme School[cita requerida] y posteriormente en la Universidad de Keele donde estudió Inglés y Educación antes de ser descubierta por un cazatalentos del Daily Star mientras tomaba el sol en la playa de Bournemouth. Tras aparecer en el Daily Star, posó como modelo para varias revistas para hombres incluyendo Zoo Weekly, Nuts y Maxim. En 2009, fue elegida por los lectores de Zoo Weekly como la hottest topless babe del año.